# Baker McKenzie
Baker McKenzie — міжнародна юридична фірма, заснована Расселом Бейкер (Russell Baker) та Джоном МакКензі (John McKenzie) в Чикаго в 1949 році. Станом на серпень 2015 року вона мала 77 офісів в 47 країнах, в яких працювало понад 5600 юристів.
Фірма відкрила офіс у Києві в 1992 році та є першою іноземною юридичною фірмою, яка відкрила офіс в незалежній Україні. Український офіс фірми надає юридичні послуги міжнародним компаніям, фінансовим установам і великим українським підприємствам.
До ребрендингу наприкінці 2016-го року мала найменування «Baker & McKenzie».
15 березня 2022 року, після початку повномасштабного вторгнення Росії в Україну, глобальний офіс Baker McKenzie оголосив, що нинішні російські підрозділи Baker McKenzie, розташовані в Москві та Санкт-Петербурзі, стануть "незалежною" юридичною фірмою. Таким чином, після 33 років присутності в Росії, компанія залишила російський ринок. 

## Виноски
1. 1 2 3  Baker&McKenzie, Kyiv, Ukraine (24 лютого 2016 р.). Baker & McKenzie advises Cargill on construction of port terminal in Yuzhni, Ukraine (англ.) . U.S.-Ukraine Business Concil (USUBC). Архів оригіналу за 30 квітня 2016. Процитовано 30 квітня 2016.
2. 1 2  Firm Facts | About Us | Baker & McKenzie (англ.) . Архів оригіналу за 20 березня 2016. Процитовано 30 квітня 2016. [Архівовано 2016-03-20 у Wayback Machine.]
3. ↑  About Us | About Us | Baker & McKenzie (англ.) . Архів оригіналу за 9 квітня 2016. Процитовано 30 квітня 2016.
4. ↑  Firm Facts | Firm History | Baker & McKenzie (англ.) . Архів оригіналу за 22 березня 2016. Процитовано 30 квітня 2016. [Архівовано 2014-06-15 у Wayback Machine.]
5. ↑  Chicago | Locations | Baker & McKenzie (англ.) . Архів оригіналу за 9 квітня 2016. Процитовано 30 квітня 2016. [Архівовано 2016-04-09 у Wayback Machine.]
6. ↑  Baker & McKenzie – Chicago – Law Firm Profile - Chambers Global 2016 – Chambers and Partners (англ.) . Архів оригіналу за 2 липня 2015. Процитовано 30 квітня 2016.
7. ↑  Firm Facts | Firm Chronology | Baker & McKenzie (англ.) . Архів оригіналу за 29 вересня 2015. Процитовано 30 квітня 2016. [Архівовано 2015-09-29 у Wayback Machine.]
8. ↑  Ukraine | Locations | Baker & McKenzie (англ.) . Архів оригіналу за 9 квітня 2016. Процитовано 30 квітня 2016.
9. ↑  Держзовнішінформ ДП. Архів оригіналу за 30 квітня 2016. Процитовано 30 квітня 2016. [Архівовано 2016-04-30 у Wayback Machine.]
10. ↑  «Baker&McKenzie» став «Baker McKenzie». Юридична Газета online. 12 грудня 2016. Архів оригіналу за 17 грудня 2016. Процитовано 18 травня 2018.
11. ↑  Baker McKenzie Statement on Russian Operations | Newsroom. Baker McKenzie (англ.). Архів оригіналу за 22 серпня 2023. Процитовано 27 серпня 2023.